# العلاقات الكويتية العمانية
العلاقات الكويتية العمانية هي العلاقات الثنائية التي تجمع بين الكويت وسلطنة عمان.

## مقارنة بين البلدين
هذه مقارنة عامة ومرجعية للدولتين:
| وجه المقارنة                                              | الكويت        | سلطنة عمان    |
| --------------------------------------------------------- | ------------- | ------------- |
| المساحة (كم2)                                             | 17.82 ألف     | 309.50 ألف    |
| عدد السكان (نسمة)                                         | 4.14 مليون    | 4.64 مليون    |
| الكثافة السكانية (ن./كم²)                                 | 232.32        | 14.99         |
| العاصمة                                                   | مدينة الكويت  | مسقط          |
| اللغة الرسمية                                             | اللغة العربية | اللغة العربية |
| العملة                                                    | دينار كويتي   | ريال عماني    |
| الناتج المحلي الإجمالي (بليون دولار)                      | 120.13 مليار  | 72.64 مليار   |
| الناتج المحلي الإجمالي (تعادل القوة الشرائية) بليون دولار | 290.53 مليار  | 179.49 مليار  |
| الناتج المحلي الإجمالي الاسمي للفرد دولار أمريكي          | 29.30 ألف     | 15.55 ألف     |
| الناتج المحلي الإجمالي للفرد دولار أمريكي                 | 73.25 ألف     | 38.63 ألف     |
| مؤشر التنمية البشرية                                      | 0.816         | 0.793         |
| رمز المكالمات الدولي                                      | +965          | +968          |
| رمز الإنترنت                                              | .kw           | عمان          |
| المنطقة الزمنية                                           | ت ع م+03:00   | ت ع م+04:00   |

## منظمات دولية مشتركة
يشترك البلدان في عضوية مجموعة من المنظمات الدولية، منها:
| علم المنظمة | اسم المنظمة                                 | تاريخ انضمام الكويت | تاريخ انضمام سلطنة عمان |
| ----------- | ------------------------------------------- | ------------------- | ----------------------- |
|             | المصرف العربي للتنمية الاقتصادية في أفريقيا | ?                   | ?                       |
|             | يونسكو                                      | 18 نوفمبر 1960      | 10 فبراير 1972          |
|             | الاتحاد البريدي العالمي                     | ?                   | ?                       |
|             | البنك الدولي للإنشاء والتعمير               | 13 سبتمبر 1962      | 1971                    |
|             | منظمة الشرطة الجنائية الدولية               | ?                   | ?                       |
|             | الأمم المتحدة                               | 14 مايو 1963        | 7 أكتوبر 1971           |
|             | مؤسسة التنمية الدولية                       | 13 سبتمبر 1962      | 1973                    |
|             | الصندوق العربي للإنماء الاقتصادي والاجتماعي | ?                   | ?                       |
|             | منظمة التعاون الإسلامي                      | ?                   | 1970                    |
|             | المنظمة الهيدروغرافية الدولية               | ?                   | ?                       |
|             | منظمة التجارة العالمية                      | ?                   | 2000                    |
|             | وكالة ضمان الاستثمار متعدد الأطراف          | 12 أبريل 1988       | 1989                    |
|             | جامعة الدول العربية                         | 20 يوليو 1961       | 1971                    |
|             | الاتحاد الدولي للاتصالات                    | 14 أغسطس 1959       | 28 أبريل 1972           |
|             | مؤسسة التمويل الدولية                       | 13 سبتمبر 1962      | 1973                    |
|             | صندوق النقد العربي                          | ?                   | ?                       |
|             | منظمة حظر الأسلحة الكيميائية                | ?                   | ?                       |
|             | المركز الدولي لتسوية المنازعات الاستشارية   | 4 مارس 1979         | 1995                    |

## وصلات خارجية
- موقع وزارة الخارجية الكويتية
- موقع وزارة الخارجية العمانية